# Fi 99 (航空機)
フィーゼラー Fi 99
フィーゼラー Fi 99
- 用途：スポーツ機
- 製造者：フィーゼラー
- 初飛行：1937年4月22日
- 生産数：1機

フィーゼラー Fi 99 ユングティーゲル（Fieseler Fi 99 Jungtiger：若虎）は、ドイツのフィーゼラー社で製造されたスポーツ機の試作機である。本機は密閉式キャビンを持つ低翼単葉機であり、出力160 hp (119 kW)のヒルト HM 506 Aエンジンを搭載していた。

## 要目
（Fi 99）
- 乗員：1名
- 搭乗員数：2名
- 全長：7.9 m (25 ft 11 in)
- 全幅：10.7 m (35 ft 1 in)
- 全高：2.15 m (7 ft 1 in)
- 翼面積：16.8 m2 (181 ft2)
- 空虚重量：555 kg (1,224 lb)
- 最大離陸重量：875 kg (1,929 lb)
- エンジン：1 × ヒルト HM 506 A 直列6気筒エンジン、120 kW (160 hp)
- 最高速度：236 km/h (147 mph; 127 kn)
- 巡航速度：200 km/h (120 mph; 110 kn)
- 巡航高度：6,250 m (20,505 ft)
- 航続距離：920 km (572 mi; 497 nmi)